# Trzciniak cienkodzioby
Trzciniak cienkodzioby (Acrocephalus familiaris) – gatunek małego ptaka śpiewającego z rodziny trzciniaków (Acrocephalidae). Endemiczny dla Wysp Hawajskich trzciniak cienkodzioby występuje tylko na dwóch niewielkich, odosobnionych wyspach: Nihoa (populacja pierwotna) i Laysan (reintrodukowany). Jest uznawany za gatunek zagrożony wyginięciem.

## Systematyka i nazewnictwo
Wyróżniono dwa podgatunki trzciniaka cienkodziobego:
- †Acrocephalus familiaris familiaris (Rothschild, 1892) – trzciniak cienkodzioby[4],
- Acrocephalus familiaris kingi (Wetmore, 1924) – trzciniak brązowy[4].

Podgatunek nominatywny, występujący na Laysan, został opisany naukowo przez Waltera Rotschilda w 1892 roku. Ptaki te wymarły do lat 20. XX wieku, ale w 1924 roku Alexander Wetmore opisał trzciniaki żyjące na wyspie Nihoa, należące do drugiego podgatunku. Bywają one też uznawane za dwa osobne, choć pokrewne gatunki.
Angielska nazwa millerbird wywodzi się od ciem z rodziny sówkowatych (rodzaj Agrotis), zwanych miller moths, którymi żywi się ten ptak. Nie wiadomo, czy ptaki te miały pierwotnie nazwy w języku hawajskim, choć rdzenni Hawajczycy odwiedzali Nihoa w czasach przed kontaktem z Europejczykami. Współcześnie nazywa się je ulūlu („rosnące”, co odnosi się do nadziei na wzrost ich populacji), przy czym ptaki reintrodukowane na Laysan noszą nazwę ulūlu niau (epitet niau oznacza „łagodny, gładki ruch” i odnosi się do udanej translokacji).

## Morfologia
Trzciniak cienkodzioby jest małym ptakiem, mierzy około 13 cm długości. Ma ciemny, szarobrązowy wierzch ciała, najciemniejszy na szczycie głowy, oraz biały brzuch. Dziób jest ciemny i wąski. Obie płci są ubarwione jednakowo. Kantarek u współcześnie żyjącego podgatunku A. f. kingi jest białawy. Masa ciała to 15–21,5 g, średnio 18,5 g.

## Występowanie

### Zasięg
Trzciniak cienkodzioby jest hawajskim endemitem. Zamieszkuje jedynie dwie niewielkie, odosobnione wyspy w łańcuchu Północno-Zachodnich Wysp Hawajskich: skalistą wyspę Nihoa, gdzie przetrwała pierwotna populacja, oraz atol Laysan, na który ptaki zostały reintrodukowane. Wyspy te dzieli około 1060 km. Nie ma dowodu, że trzciniaki kiedykolwiek występowały na innych wyspach archipelagu.

### Środowisko
Ptaki te spędzają większość czasu polując na owady w niskiej roślinności, którą na Nihoa tworzą komosa Chenopodium oahuense, Sida fallax z rodziny ślazowatych i psianka Solanum nelsonii, zaś na Laysan Scaevola taccada z rodziny Goodeniaceae i miłka Eragrostis variabilis. Wyspa Nihoa jest skalista, ma strome brzegi, roślinność porasta na niej powierzchnię 43 ha (68% wyspy). Miejsca występowania trzciniaka cienkodziobego są rozrzucone niejednolicie na tym obszarze. Wyspa Laysan jest płaska i piaszczysta, ma powierzchnię 407 ha, z czego 187 ha porasta roślinność.

## Pożywienie
Trzciniak cienkodzioby jest owadożerny. Na Nihoa ptak ten jada małe chrząszcze, pająki, karaczany i larwy owadów. Sądzono, że wymarła populacja z Laysan żywiła się głównie ćmami, ale obecnie uważa się, że ptak ten jest oportunistą i jada najłatwiej dostępne pożywienie.

## Tryb życia i zachowanie
Jest to ptak osiadły, nie migruje między wyspami. Głos trzciniaka cienkodziobego jest opisywany jako „metaliczny”, „energiczny” i „bulgoczący”. Pieśń jest krótka i nieskomplikowana, ptak śpiewa ją z eksponowanej gałęzi. Ptak ten jest rzadko słyszany, ze względu na hałas czyniony przez ptaki morskie i fale uderzające o brzeg. Trzciniaki cienkodziobe są opisywane jako bardzo ruchliwe, uwijają się nieustannie w poszukiwaniu pokarmu.

## Rozród

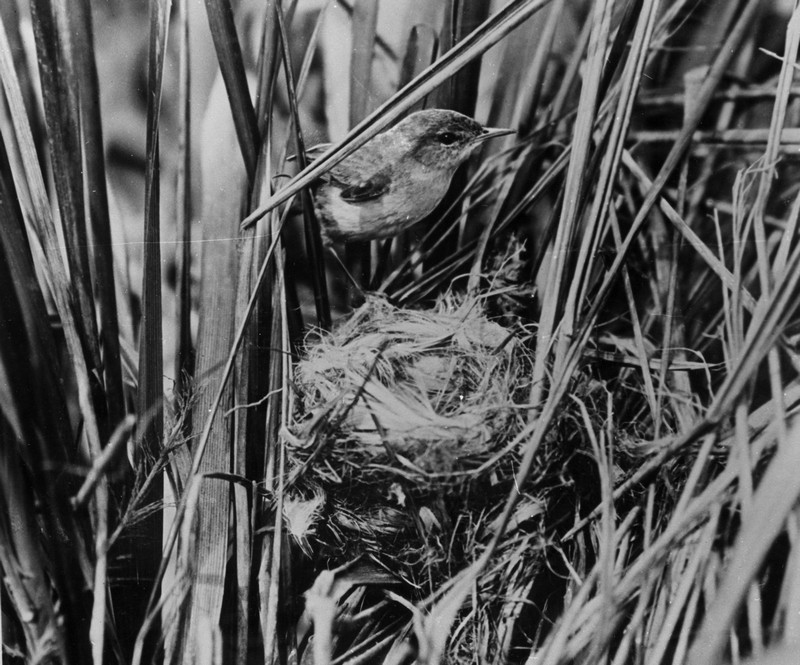
Trzciniak cienkodzioby z Laysan przy swoim gnieździe (maj 1902 roku)

Ptak ten jest monogamiczny i terytorialny. Rozród następuje w okresie od stycznia do września, głównie w zimowych miesiącach – od stycznia do marca – i jest skorelowany z opadami. Gniazdo jest budowane w gęstej roślinności. Budowa gniazda zajmuje do dwóch tygodni, uczestniczą w niej ptaki obu płci. Zaobserwowano, że ptaki wykorzystują ponownie materiał z własnego gniazda z poprzedniego roku, a zdarza się, że ptaki z sąsiednich terytoriów podkradają ten materiał od sąsiadów. Samica składa typowo dwa jaja. Mogą one paść łupem hawajki tęgodziobej (Telespiza ultima) z wyspy Nihoa, ale nie uważa się, aby stanowiło to zagrożenie dla gatunku.

## Status i zagrożenie
Gatunek ten został wpisany w 1967 roku na listę gatunków zagrożonych w ramach Endangered Species Act. Jest uznawany przez Międzynarodową Unia Ochrony Przyrody za zagrożony wyginięciem ze względu na bardzo mały zasięg występowania obejmujący tylko dwie wyspy, na których ma miejsce degradacja siedlisk. Do tego dochodzą potencjalne zagrożenia destrukcyjnym wpływem zjawisk klimatycznych czy sprowadzeniem na wyspy obcych gatunków zwierząt. Zagrożeniem są także niska różnorodność genetyczna, pożary i choroby. Do 2023 roku trzciniak cienkodzioby był uznawany za gatunek krytycznie zagrożony (CR – Critically Endangered), a do 2000 – jako gatunek narażony (VU – Vulnerable).
Wielkość populacji na Nihoa wydaje się być związana z natężeniem opadów, które ma wpływ na liczebność stawonogów. Przedłużająca się susza zmniejsza bazę pokarmową dostępną dla trzciniaków, ale też nadmierny rozrost populacji szarańczaków takich jak Schistocerca nitens w przeszłości doprowadził do zniszczenia 90% szaty roślinnej. W wyniku takich zdarzeń w latach 1994, 1996 i 2005 populacja trzciniaków cienkodziobych spadła poniżej 200 osobników. Ogółem ocenia się, że liczebność populacji na Nihoa wahała się od mniej niż 50 do ponad 800 osobników, co spowodowało spadek różnorodności genetycznej.

### Wyginięcie na Laysan
O groźbie wynikającej ze sprowadzenia obcych gatunków świadczy wyginięcie rodzimego podgatunku trzciniaka cienkodziobego z Laysan. W 1902 roku ptaki te były jednymi z najczęściej spotykanych na wyspie. Około 1903 roku ludzie sprowadzili na wyspę króliki, które wobec braku naziemnych drapieżników rozmnożyły się w sposób niekontrolowany i zniszczyły szatę roślinną wyspy. Utrata środowiska i pożywienia w ciągu 20 lat doprowadziła do wymarcia trzciniaków cienkodziobych.
Okazy podgatunku nominatywnego znajdują się w kolekcjach muzeów w: Bremie, Cambridge (Massachusetts), Chicago, Denver, Honolulu, Nowym Jorku, Pittsburgu, Tring i Waszyngtonie. Jaja znajdują się w muzeum w Tring.

## Ochrona
Nihoa i Laysan leżą w obrębie obszaru chronionego Papahānaumokuākea Marine National Monument. Dostęp na wyspy jest możliwy tylko dla naukowców (w szczególności biologów) i rdzennych Hawajczyków, podlegających specjalnym procedurom bezpieczeństwa. Dla ochrony gatunku we wrześniu 2011 roku 24 ptaki zostały sprowadzone z Nihoa na Laysan, aby odtworzyć drugą dziką populację. W sierpniu 2012 dołączyło do nich dalsze 26 ptaków. Obserwacje w następnych latach pokazały, że ptaki wyprowadziły lęgi i powoli zaczęły rozprzestrzeniać się na wyspie. We wrześniu 2014 szacowano, że na wyspie żyje już 160 ptaków. W przyszłości możliwa jest także introdukcja ptaków na atol Kure i Wyspę Lisianskiego.